# Transjurassienne

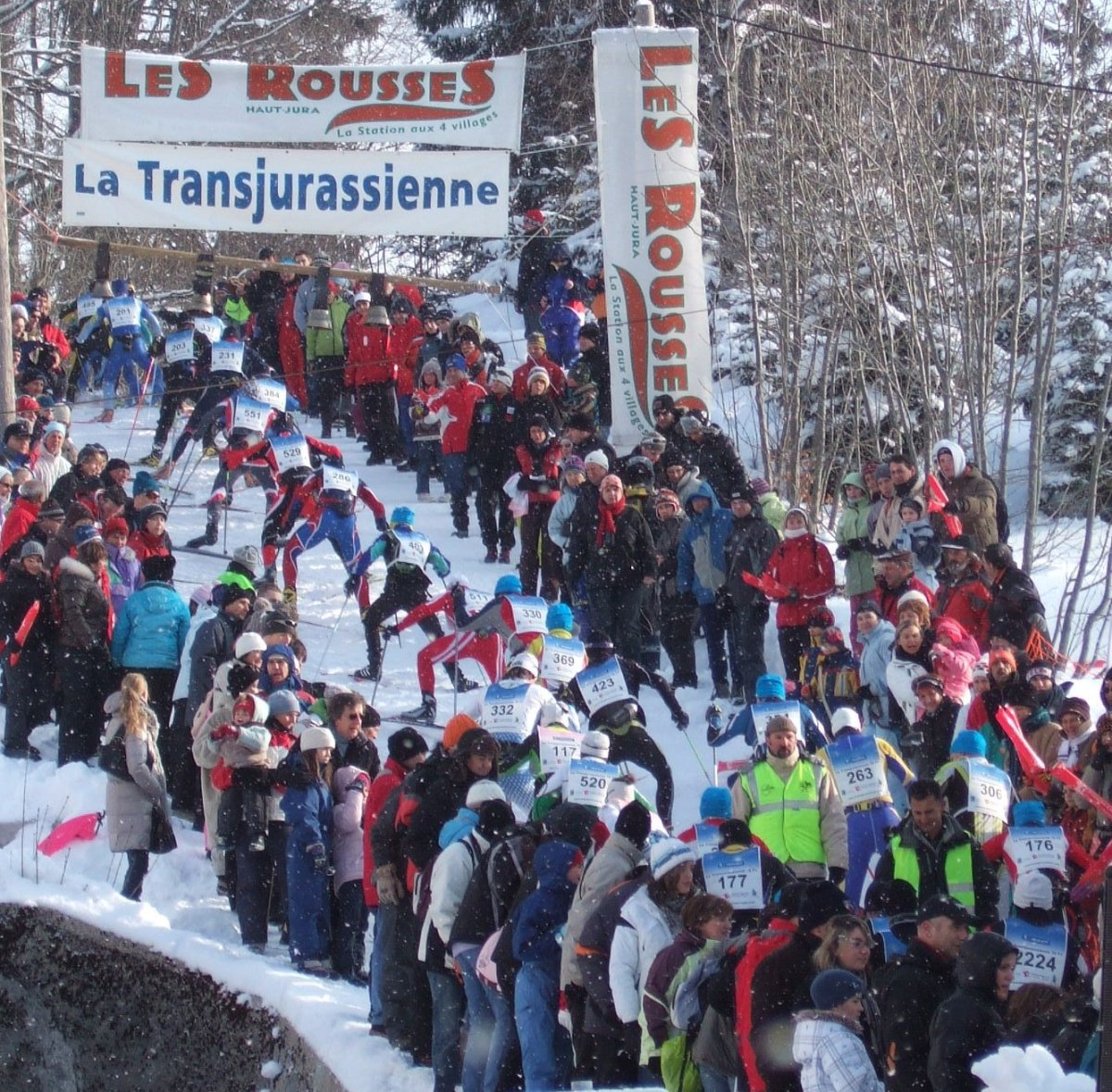
Un momento dell'edizione 2011 della Transjurassienne

La Transjurassienne è una gara di sci di fondo su lunga distanza (granfondo), che si disputa annualmente a partire dal 1979 lungo un percorso che si snoda da Lamoura (900 m s.l.m.) a Mouthe (1150 m s.l.m.), nella Franca Contea (Francia). Il percorso classico si snoda per 76 km e viene percorso, sia dagli uomini sia dalle donne, a tecnica libera con partenza in linea; vengono inoltre assegnati trofei per gare su distanza minori: 54 km a tecnica libera, 50 km a tecnica classica ("Transju'Classic"), 25 km ("MiniTrans") e 10 km ("Trans'Promotion").
La gara, che si tiene nella prima metà di febbraio, fa parte del calendario della Marathon Cup, manifestazione svolta sotto l'egida della FIS che ricomprende gare su lunghissime distanze; nel 2000 è stata inserita nel calendario della Coppa del Mondo di sci di fondo.

## Albo d'oro
| Edizione | Vincitore                    | Vincitrice                    |
| -------- | ---------------------------- | ----------------------------- |
| 1979     | annullata                    | annullata                     |
| 1980     | Tommy Limby                  | Josiane Broyard               |
| 1981     | Sven-Åke Lundbäck            | Marie-Christine Subot         |
| 1982     | Nils Thore Andreassen        | Michèle Durand                |
| 1983     | Konrad Hallenbarter          | Kjersti Strand                |
| 1984     | Bengt Hassis                 | Marie-Christine Subot         |
| 1985     | Hans Persson                 | Marie-Gabrielle Frasse-Sombet |
| 1986     | Konrad Hallenbarter          | Marie-Gabrielle Frasse-Sombet |
| 1987     | Jan Ottosson                 | Madeleine Galland             |
| 1988     | Anders Blomqvist             | Madeleine Galland             |
| 1989     | Anders Blomqvist             | Marie-Pierre Guilbaud         |
| 1990     | annullata                    | annullata                     |
| 1991     | Hervé Balland                | Marie-Pierre Guilbaud         |
| 1992     | Philippe Grandclément        | Emmanuelle Claret             |
| 1993     | annullata                    | annullata                     |
| 1994     | Silvano Barco                | Marie-Pierre Guilbaud         |
| 1995     | Johann Mühlegg               | Marie-Pierre Guilbaud         |
| 1996     | Hervé Balland                | Ol'ga Kosmačëva               |
| 1997     | Michail Botvinov             | Ol'ga Kosmačëva               |
| 1998     | Stéphane Passeron            | Lucia Bianchetti              |
| 1999     | Johann Mühlegg               | Elisabeth Tardy               |
| 2000     | Johann Mühlegg               | Stefania Belmondo             |
| 2001     | annullata                    | annullata                     |
| 2002     | Roberto De Zolt              | Antonina Ordina               |
| 2003     | Patrick Rölli                | Annick Pierrel-Vaxelaire      |
| 2004     | Alexandre Rousselet          | Anne-Laure Mignerey Condevaux |
| 2005     | Juan Jesús Gutiérrez         | Corinne Niogret               |
| 2006     | Roberto De Zolt              | Anna Santer                   |
| 2007     | annullata                    | annullata                     |
| 2008     | Marco Cattaneo               | Florence Marguet              |
| 2009     | Aljaksej Ivanoŭ              | Karine Laurent Philippot      |
| 2010     | Christophe Perrillat-Collomb | Susanne Nyström               |
| 2011     | Benoît Chauvet               | Natascia Leonardi Cortesi     |
| 2012     | Aljaksej Ivanoŭ              | Valentyna Ševčenko            |
| 2013     | Benoît Chauvet               | Christelle Jouille            |
| 2014     | Mathias Wibault              | Aurelie Dabudyk               |
| 2015     | Jeremie Millereau            | Aurelie Dabudyk               |
| 2016     | annullata                    | annullata                     |